# Fuaim Catha
Fuaim Catha to tytuł albumu wydanego przez anarchopunkowy zespół Oi Polloi ze Szkocji. Materiał został wydany przez Skuld Records w 1999 roku. Tytuł płyty napisany jest w języku szkockim gaelickim, oznacza "Zgiełk Walki".

## Utwory
1. The Earth Is Our Mother
2. Terra-Ist
3. Take Back The Land
4. Religious Con
5. Don't Burn The Witch
6. The Right To Choose
7. Fuck Everybody Who Voted Tory
8. Sios Leis a' Ghniomhachas Mhoir
9. G.L.F.
10. Willie McRae
11. Deathcafé
12. Your Beer Is Shit And Your Money Stinks
13. Sell-Out
14. No More Roads
15. Hunt The Rich
16. Mindrot
17. Anti-Police Aggro